# José Gregorio Lemos
José Gregorio Lemos Rivas (4 de junio de 1991) es un deportista colombiano que compite en atletismo adaptado. Ganó cuatro medallas en los Juegos Paralímpicos de Verano, en los años 2020 y 2024.En París 2024 logró un nuevo record mundial en lanzamiento de jabalina, logrando una distancia de 63,81 metros.

## Palmarés internacional
| Juegos Paralímpicos | Juegos Paralímpicos | Juegos Paralímpicos | Juegos Paralímpicos   |
| Año                 | Lugar               | Medalla             | Prueba                |
| ------------------- | ------------------- | ------------------- | --------------------- |
| 2020                | Tokio (Japón)       | Medalla de oro      | Jabalina F38          |
| 2020                | Tokio (Japón)       | Medalla de bronce   | Salto de longitud T38 |
| 2024                | París (Francia)     | Medalla de oro      | Jabalina F38          |
| 2024                | París (Francia)     | Medalla de bronce   | Salto de longitud T38 |